# クレメンス8世 (ローマ教皇)
クレメンス8世（Clemens VIII, 1536年2月24日 - 1605年3月5日）は、第231代ローマ教皇（在位：1592年 - 1605年）。本名はイッポーリト・アルドブランディーニ（Ippolito Aldobrandini）。この時代の教皇としては珍しく、聖職者としても政治家としても優れた人物として評価されているが、ジョルダーノ・ブルーノやベアトリーチェ・チェンチとその家族の処刑を許したことなどは後世の評価に汚点を残すことになった。またブレスト合同（1596年）の祝福は東西教会の亀裂を深めた。

## 生涯
クレメンス8世が教皇に選ばれたのは1592年1月のことである。学問を好んだ教皇は同年にイエズス会員ロベルト・ベラルミーノらによって構成された委員会によって進められていたヴルガータ訳の聖書の改訂版を発行させている。これが「シクストゥス・クレメンティーノ版」と呼ばれるヴルガータ聖書であり、20世紀に入るまでカトリック教会の公式ラテン語聖書となった。教皇は同時に宣教事業にも力を注ぎ、フランシスコ・サレジオの宣教活動を支援している。
クレメンス8世の在位中の出来事でもっとも重要なものは、1593年に長い交渉の末にフランス王アンリ4世との和解を成立させ、その破門を解除したことである。これはドサー枢機卿の手腕によるところが大きい。同年、サン・ピエトロ大聖堂のドーム頂上に十字架が据えつけられ、1594年に新しい祭壇で初めてミサを行った（まだ建設工事は続き、献堂式は後の1624年になる）。
1598年、フランスとスペインの間を取り持ってのヴェルヴァン条約でこれを和解させた。同年、クレメンス8世は統治者エステ家の継承者不在からフェラーラを教皇領に加えたが、これが教皇領への最後の大きな併合となった。
1600年2月17日に聖年を祝っていたローマで、ジョルダーノ・ブルーノが異端審問を受けて火刑に処されたことは、教皇の経歴に大きな汚点を残すことになった。また、前年の1599年にベアトリーチェ・チェンチとその家族を処刑した際にはローマ市民の暴動が起き、多数の死傷者が出た。このことから市民からの信頼が失墜した教皇は、部屋に引き篭もるようになる。
教皇自身は、有徳の聖職者で有能な政治家という高い評価を受けていた。彼は、スペインよりの教皇庁のあり方を修正すべく努力し、それを成し遂げた。また、この時代に盛んになっていた自由意志論争において、イエズス会とドミニコ会が激しく争ったが、教皇は結論を出すことでどちらかに軍配をあげる結果になることを避けた。1605年に動脈硬化で死去した。彼の時代に鋳造された多くの美しいメダルは今でも残っている。

## 教皇とコーヒー
この時代、トルコからヨーロッパにコーヒーが入ってきた。教皇自身もコーヒーが好きでよく飲んでいたため、次のような真偽不明の話が生まれた。